# Synthesiomyia nudiseta
Synthesiomyia nudiseta är en tvåvingeart som först beskrevs av Wulp 1883.  Synthesiomyia nudiseta ingår i släktet Synthesiomyia och familjen husflugor. Inga underarter finns listade i Catalogue of Life.